# درخشانية
درخشانية هي قرية في مقاطعة ساوجبلاغ، إيران. يقدر عدد سكانها بـ 276 نسمة بحسب إحصاء 2016.